# Tipula (Pterelachisus) cavagnaroi
Tipula (Pterelachisus) cavagnaroi is een tweevleugelige uit de familie langpootmuggen (Tipulidae). De soort komt voor in het Nearctisch gebied.